# McEwen (Tennessee)
Pour les articles homonymes, voir McEwen.
McEwen est une municipalité américaine située dans le comté de Humphreys au Tennessee.
Selon le recensement de 2010, McEwen compte 1 750 habitants. La municipalité s'étend sur 1,87 mille carré (4,84 km2).
La localité est fondée par plusieurs Irlando-Américains, dont John McEwen. Elle devient une municipalité en 1907. Chaque année, un pique-nique irlandais est organisé par l'école de la paroisse Saint-Patrick. À la fin des années 1980, il est alors reconnu comme le plus grand barbecue de plein air du monde par le Livre Guinness des records.